# Família Navagero

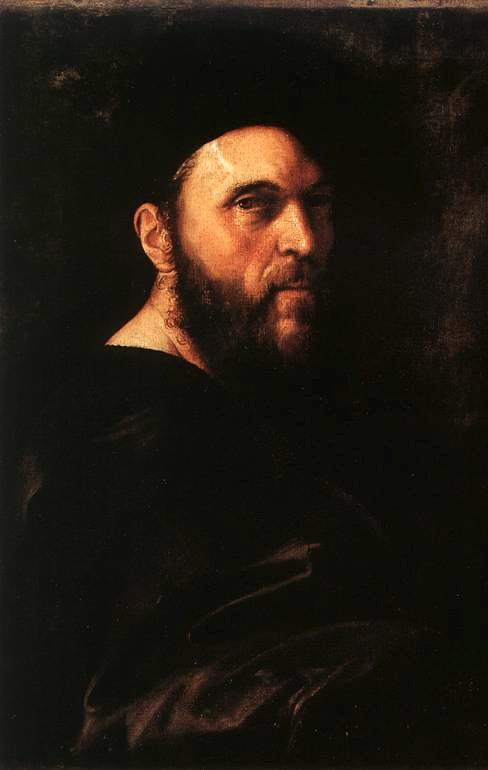
Andrea Navagero, un dels membres més destacats de la família.

La família Navagero va ser un llinatge noble venecià que s'estén almenys des del segle xiii i arriba fins al segle xviii. Els membres meś destacats de la família van ser Andrea Navagero (1483-1529) i Bernardo Navagero. Andrea Navagero va ser un poeta, orador i estudiós en botànica; Bernardo Navagero va ser un humanista i teòleg que va arribar a ser ambaixador de Venècia i cardenal i bisbe de Verona de l'Església Catòlica Romana.